# Pascal Boucherit
Pascal Boucherit (Angers, 7 de agosto de 1959) es un deportista francés que compitió en piragüismo en la modalidad de aguas tranquilas.
Participó en tres Juegos Olímpicos de Verano entre los años 1984 y 1992, obteniendo una medalla de bronce en la edición de Los Ángeles 1984 en la prueba de K4 1000 m. Ganó cuatro medallas en el Campeonato Mundial de Piragüismo entre los años 1985 y 1991.

## Palmarés internacional
| Juegos Olímpicos   | Juegos Olímpicos             | Juegos Olímpicos  | Juegos Olímpicos |
| Año                | Lugar                        | Medalla           | Evento           |
| ------------------ | ---------------------------- | ----------------- | ---------------- |
| 1984               | Los Ángeles (Estados Unidos) | Medalla de bronce | K4 1000 m        |
| Campeonato Mundial |                              |                   |                  |
| Año                | Lugar                        | Medalla           | Evento           |
| 1985               | Malinas (Bélgica)            | Medalla de oro    | K2 1000 m        |
| 1987               | Duisburgo (RFA)              | Medalla de plata  | K2 1000 m        |
| 1987               | Duisburgo (RFA)              | Medalla de oro    | K2 10 000 m      |
| 1991               | París (Francia)              | Medalla de oro    | K2 10 000 m      |